# Temporada 2025 de IndyCar Series
La temporada 2025 de IndyCar Series es la 30.ª temporada de dicha competición y la 114.ª temporada oficial de campeonatos de monoplazas de Estados Unidos.

## Equipos y pilotos
| Equipo                         | Motor     | N.º | Pilotos             | Estado | Carreras previstas |
| ------------------------------ | --------- | --- | ------------------- | ------ | ------------------ |
| A. J. Foyt Enterprises         | Chevrolet | 4   | David Malukas       |        | Todas              |
| A. J. Foyt Enterprises         | Chevrolet | 14  | Santino Ferrucci    |        | Todas              |
| Andretti Global                | Honda     | 26  | Colton Herta        |        | Todas              |
| Andretti Global                | Honda     | 27  | Kyle Kirkwood       |        | Todas              |
| Andretti Global                | Honda     | 28  | Marcus Ericsson     |        | Todas              |
| Andretti Global                | Honda     | 98  | Marco Andretti      |        | 6                  |
| Arrow McLaren                  | Chevrolet | 5   | Patricio O'Ward     |        | Todas              |
| Arrow McLaren                  | Chevrolet | 6   | Nolan Siegel        |        | Todas              |
| Arrow McLaren                  | Chevrolet | 7   | Christian Lundgaard |        | Todas              |
| Arrow McLaren/Rick Hendrick    | Chevrolet | 17  | Kyle Larson         | R      | 6                  |
| Chip Ganassi Racing            | Honda     | 8   | Kyffin Simpson      |        | Todas              |
| Chip Ganassi Racing            | Honda     | 9   | Scott Dixon         |        | Todas              |
| Chip Ganassi Racing            | Honda     | 10  | Álex Palou          |        | Todas              |
| Dale Coyne Racing              | Honda     | 18  | Rinus VeeKay        |        | Todas              |
| Dale Coyne Racing              | Honda     | 51  | Jacob Abel          | R      | Todas              |
| DRR-Cusick Motorsports         | Chevrolet | 23  | Ryan Hunter-Reay    |        | 6                  |
| DRR-Cusick Motorsports         | Chevrolet | 24  | Jack Harvey         |        | 6                  |
| Ed Carpenter Racing            | Chevrolet | 20  | Alexander Rossi     |        | Todas              |
| Ed Carpenter Racing            | Chevrolet | 21  | Christian Rasmussen |        | Todas              |
| Ed Carpenter Racing            | Chevrolet | 33  | Ed Carpenter        |        | 6                  |
| Juncos Hollinger Racing        | Chevrolet | 76  | Conor Daly          |        | Todas              |
| Juncos Hollinger Racing        | Chevrolet | 77  | Sting Ray Robb      |        | Todas              |
| Meyer Shank Racing             | Honda     | 06  | Hélio Castroneves   |        | 6                  |
| Meyer Shank Racing             | Honda     | 60  | Felix Rosenqvist    |        | Todas              |
| Meyer Shank Racing             | Honda     | 66  | Marcus Armstrong    |        | Todas              |
| Prema Racing                   | Chevrolet | 83  | Robert Shwartzman   | R      | Todas              |
| Prema Racing                   | Chevrolet | 90  | Callum Ilott        |        | Todas              |
| Rahal Letterman Lanigan Racing | Honda     | 15  | Graham Rahal        |        | Todas              |
| Rahal Letterman Lanigan Racing | Honda     | 30  | Devlin DeFrancesco  |        | Todas              |
| Rahal Letterman Lanigan Racing | Honda     | 45  | Louis Foster        | R      | Todas              |
| Rahal Letterman Lanigan Racing | Honda     | 75  | Takuma Satō         |        | 6                  |
| Team Penske                    | Chevrolet | 2   | Josef Newgarden     |        | Todas              |
| Team Penske                    | Chevrolet | 3   | Scott McLaughlin    |        | Todas              |
| Team Penske                    | Chevrolet | 12  | Will Power          |        | Todas              |

| Icono | Leyenda                   |
| ----- | ------------------------- |
| R     | Elegible a Novato del año |

## Calendario
| Rd.     | Fecha        | Nombre oficial                         | Circuito                                   | Ciudad                   |
| ------- | ------------ | -------------------------------------- | ------------------------------------------ | ------------------------ |
| 1       | 2 de marzo   | Firestone Grand Prix of St. Petersburg | S Circuito callejero de San Petersburgo    | San Petersburgo, Florida |
| 2       | 23 de marzo  | The Thermal Club IndyCar Grand Prix    | R The Thermal Club                         | Thermal, California      |
| 3       | 13 de abril  | Acura Grand Prix of Long Beach         | S Circuito callejero de Long Beach         | Long Beach, California   |
| 4       | 4 de mayo    | Children's of Alabama Indy Grand Prix  | R Barber Motorsports Park                  | Birmingham, Alabama      |
| 5       | 10 de mayo   | Sonsio Grand Prix                      | R Indianapolis Motor Speedway Road Course  | Speedway, Indiana        |
| 6       | 25 de mayo   | 109th Running of the Indianapolis 500  | O Indianapolis Motor Speedway              | Speedway, Indiana        |
| 7       | 1 de junio   | Chevrolet Detroit Grand Prix           | S Circuito Urbano de Renaissance Center    | Detroit, Míchigan        |
| 8       | 15 de junio  | Bommarito Automotive Group 500         | O World Wide Technology Raceway at Gateway | Madison, Illinois        |
| 9       | 22 de junio  | XPEL Grand Prix at Road America        | R Road America                             | Elkhart Lake, Wisconsin  |
| 10      | 6 de julio   | Honda Indy 200 at Mid-Ohio             | R Mid-Ohio Sports Car Course               | Lexington, Ohio          |
| 11      | 12 de julio  | Hy-Vee Homefront 250                   | O Iowa Speedway                            | Newton, Iowa             |
| 12      | 13 de julio  | Hy-Vee One Step 250                    | O Iowa Speedway                            | Newton, Iowa             |
| 13      | 20 de julio  | Ontario Honda Dealers Indy Toronto     | S Circuito callejero de Toronto            | Toronto, Ontario         |
| 14      | 27 de julio  | Firestone Grand Prix of Monterey       | R WeatherTech Raceway Laguna Seca          | Monterrey, California    |
| 15      | 10 de agosto | BitNile.com Grand Prix of Portland     | R Portland International Raceway           | Portland, Oregón         |
| 16      | 24 de agosto | Hy-Vee Milwaukee Mile 250              | O Milwaukee Mile                           | West Allis, Wisconsin    |
| 17      | 31 de agosto | Big Machine Music City Grand Prix      | O Nashville Superspeedway                  | Nashville, Tennessee     |
| Fuente: |              |                                        |                                            |                          |

| Icono | Leyenda              |
| ----- | -------------------- |
| R     | Circuitos mixtos     |
| O     | Óvalos               |
| S     | Circuitos callejeros |

## Resultados
| Ronda | Circuito                   | Pole Position       | Vuelta rápida     | Más vueltas lideradas | Ganador         | Ganador             | Ganador   |
| Ronda | Circuito                   | Pole Position       | Vuelta rápida     | Más vueltas lideradas | Piloto          | Equipo              | Motor     |
| ----- | -------------------------- | ------------------- | ----------------- | --------------------- | --------------- | ------------------- | --------- |
| 1     | San Petersburgo            | Scott McLaughlin    | Josef Newgarden   | Scott McLaughlin      | Álex Palou      | Chip Ganassi Racing | Honda     |
| 2     | Thermal Club               | Patricio O'Ward     | Patricio O'Ward   | Patricio O'Ward       | Álex Palou      | Chip Ganassi Racing | Honda     |
| 3     | Long Beach                 | Kyle Kirkwood       | Kyffin Simpson    | Kyle Kirkwood         | Kyle Kirkwood   | Andretti Global     | Honda     |
| 4     | Barber                     | Álex Palou          | Álex Palou        | Álex Palou            | Álex Palou      | Chip Ganassi Racing | Honda     |
| 5     | IMS GP                     | Álex Palou          | Álex Palou        | Graham Rahal          | Álex Palou      | Chip Ganassi Racing | Honda     |
| 6     | 500 Millas de Indianápolis | Robert Shwartzman   | Hélio Castroneves | Takuma Satō           | Álex Palou      | Chip Ganassi Racing | Honda     |
| 7     | Detroit                    | Colton Herta        | Kyffin Simpson    | Kyle Kirkwood         | Kyle Kirkwood   | Andretti Global     | Honda     |
| 8     | Gateway                    | Will Power          | Álex Palou        | David Malukas         | Kyle Kirkwood   | Andretti Global     | Honda     |
| 9     | Road America               | Louis Foster        | Felix Rosenqvist  | Scott Dixon           | Álex Palou      | Chip Ganassi Racing | Honda     |
| 10    | Mid-Ohio                   | Álex Palou          | Scott McLaughlin  | Álex Palou            | Scott Dixon     | Chip Ganassi Racing | Honda     |
| 11    | Iowa 1                     | Josef Newgarden     | Patricio O'Ward   | Josef Newgarden       | Patricio O'Ward | Arrow McLaren       | Chevrolet |
| 12    | Iowa 2                     | Álex Palou          | David Malukas     | Álex Palou            | Álex Palou      | Chip Ganassi Racing | Honda     |
| 13    | Toronto                    | Colton Herta        | Colton Herta      | Álex Palou            | Patricio O'Ward | Arrow McLaren       | Chevrolet |
| 14    | Laguna Seca                | Álex Palou          | Álex Palou        | Álex Palou            | Álex Palou      | Chip Ganassi Racing | Honda     |
| 15    | Portland                   | Christian Lundgaard | Álex Palou        | Will Power            | Will Power      | Team Penske         | Chevrolet |
| 16    | Milwaukee                  |                     |                   |                       |                 |                     |           |
| 17    | Nashville                  |                     |                   |                       |                 |                     |           |

## Clasificaciones

### Puntuaciones
- Si un piloto lidera al menos una vuelta se le otorga un punto. Quien más vueltas lidere, suma otros dos.
- La pole position otorga un punto.
- Desde la temporada 2023, las 500 Millas de Indianápolis ya no otorgan doble puntuación, como sucedía desde 2014.

| Posición | Puntos | Posición | Puntos | Posición | Puntos | Posición | Puntos |
| -------- | ------ | -------- | ------ | -------- | ------ | -------- | ------ |
| 1.º      | 50     | 11.º     | 19     | 21.º     | 9      | 31.º     | 5      |
| 2.º      | 40     | 12.º     | 18     | 22.º     | 8      | 32.º     | 5      |
| 3.º      | 35     | 13.º     | 17     | 23.º     | 7      | 33.º     | 5      |
| 4.º      | 32     | 14.º     | 16     | 24.º     | 6      |          |        |
| 5.º      | 30     | 15.º     | 15     | 25.º     | 5      |          |        |
| 6.º      | 28     | 16.º     | 14     | 26.º     | 5      |          |        |
| 7.º      | 26     | 17.º     | 13     | 27.º     | 5      |          |        |
| 8.º      | 24     | 18.º     | 12     | 28.º     | 5      |          |        |
| 9.º      | 22     | 19.º     | 11     | 29.º     | 5      |          |        |
| 10.º     | 20     | 20.º     | 10     | 30.º     | 5      |          |        |

#### Clasificación Indy 500
| Posición | 1.º | 2.º | 3.º | 4.º | 5.º | 6.º | 7.º | 8.º | 9.º | 10.º | 11.º | 12.º |
| Puntos   | 12  | 11  | 10  | 9   | 8   | 7   | 6   | 5   | 4   | 3    | 2    | 1    |

- Los desempates se decidirán por números de victorias, seguido por cantidad de segundos puestos, terceros, etc.; luego por posición de llegada en la carrera anterior; luego por sorteo aleatorio.

### Campeonato de Pilotos
| Pos. | Piloto              | STP | THE | LBH | ALA | IGP | INDY | DET | GAT  | ROA | MDO | IOW | IOW | TOR  | LAG | POR | MIL | NSH | Puntos |
| ---- | ------------------- | --- | --- | --- | --- | --- | ---- | --- | ---- | --- | --- | --- | --- | ---- | --- | --- | --- | --- | ------ |
| 1    | Álex Palou          | 1L  | 1L  | 2   | 1L* | 1L  | 16L  | 25  | 8    | 1L  | 2L* | 5L  | 1L* | 12L* | 1L* | 3L  |     |     | 626    |
| 2    | Patricio O'Ward     | 11  | 2L* | 13  | 6   | 2   | 33L  | 7L  | 2L   | 17  | 5   | 1L  | 5   | 1L   | 4   | 25L |     |     | 475    |
| 3    | Scott Dixon         | 2L  | 10  | 8L  | 12  | 5   | 204  | 11L | 4L   | 9L* | 1L  | 10  | 2   | 10   | 5   | 11  |     |     | 411    |
| 4    | Christian Lundgaard | 8L  | 3   | 3L  | 2   | 16  | 78   | 8   | 14   | 24L | 3   | 21  | 6   | 13   | 2   | 2   |     |     | 398    |
| 5    | Kyle Kirkwood       | 5   | 8   | 1L* | 11  | 8   | 32   | 1L* | 1L   | 4L  | 8   | 26  | 18L | 6    | 16  | 20  |     |     | 387    |
| 6    | Will Power          | 26  | 6   | 5   | 5   | 3   | 16   | 4L  | 27   | 14  | 26  | 3L  | 24  | 11   | 7   | 1L* |     |     | 342    |
| 7    | Felix Rosenqvist    | 7   | 5   | 4   | 13  | 10  | 45   | 21L | 16L  | 2L  | 6   | 17  | 7   | 19   | 24  | 9   |     |     | 337    |
| 8    | Colton Herta        | 16L | 4   | 7   | 7   | 25  | 14   | 3L  | 17   | 16  | 4L  | 13  | 20  | 4L   | 3   | 10  |     |     | 333    |
| 9    | Marcus Armstrong    | 24L | 7   | 14L | 17L | 7L  | 18   | 6   | 9    | 5   | 7   | 9L  | 3   | 14   | 8   | 8   |     |     | 331    |
| 10   | David Malukas       | 13  | 18  | 17  | 16  | 23  | 27L  | 14  | 12L* | 7L  | 17  | 12  | 4   | 9    | 13  | 19  |     |     | 287    |
| 11   | Scott McLaughlin    | 4L* | 27  | 6   | 3L  | 4   | 3010 | 12L | 24L  | 12L | 23  | 4   | 26  | 26   | 10  | 7   |     |     | 285    |
| 12   | Rinus VeeKay        | 9   | 17  | 19  | 4   | 9   | 27   | 27  | 7L   | 10  | 9   | 16  | 12  | 2L   | 23  | 17  |     |     | 272    |
| 13   | Christian Rasmussen | 15  | 12  | 23  | 15  | 19  | 6L   | 24L | 3L   | 18  | 25  | 6   | 8   | 20   | 9   | 12  |     |     | 257    |
| 14   | Santino Ferrucci    | 14  | 14  | 11  | 18  | 20  | 5    | 2   | 5L   | 3   | 16  | 8   | 15  | DNS  | 22  | 27  |     |     | 253    |
| 15   | Graham Rahal        | 12  | 11  | 22  | 14  | 6L* | 17   | 20  | 22   | 20  | 24  | 11  | 19  | 7    | 12  | 4L  |     |     | 246    |
| 16   | Alexander Rossi     | 10  | 9L  | 15  | 8   | 14  | 28L  | 10  | 11L  | 13  | 15  | 25  | 17  | 25   | 15  | 5   |     |     | 244    |
| 17   | Kyffin Simpson      | 18  | 15  | 10L | 21  | 27  | 25   | 5   | 15   | 6L  | 10L | 18  | 13  | 3    | 27  | 21  |     |     | 240    |
| 18   | Josef Newgarden     | 3L  | 13  | 27  | 10  | 12  | 22   | 9   | 25L  | 25  | 27  | 2L* | 10L | 24   | 11  | 24L |     |     | 239    |
| 19   | Conor Daly          | 17  | 16  | 25  | 19  | 15  | 8L   | 17  | 6L   | 22  | 19  | 7   | 16  | 15   | 14  | 26  |     |     | 220    |
| 20   | Marcus Ericsson     | 6   | 21  | 12  | 20  | 26  | 319  | 13  | 13L  | 21  | 12  | 15  | 22  | 5L   | 25  | 22  |     |     | 208    |
| 21   | Nolan Siegel        | 25  | 19  | 20  | 9   | 13  | 13   | 19  | 19   | 8   | 11  | 24  | DNS | 18   | 18L | 16  |     |     | 195    |
| 22   | Callum Ilott        | 19  | 26  | 21  | 23  | 22  | 33   | 26  | 18L  | 15  | 13  | 23  | 21  | 8    | 6   | 6   |     |     | 191    |
| 23   | Louis Foster R      | 27  | 24  | 16  | 26  | 11  | 12   | 22L | 26   | 11L | 14  | 14  | 14  | 21   | 17  | 13  |     |     | 189    |
| 24   | Robert Shwartzman R | 20  | 22  | 18  | 25  | 18  | 261L | 16  | 10   | 27  | 21  | 20  | 9   | 16   | 21  | 15  |     |     | 183    |
| 25   | Sting Ray Robb      | 21  | 23  | 9L  | 22  | 21  | 23   | 15  | 20   | 26  | 18  | 22  | 23  | 17   | 19  | 14  |     |     | 160    |
| 26   | Devlin DeFrancesco  | 22  | 20  | 24  | 24  | 17L | 11L  | 23  | 23   | 19  | 20  | 19  | 25  | 22   | 20  | 18  |     |     | 145    |
| 27   | Jacob Abel R        | 23  | 25  | 26  | 27  | 24  | DNQ  | 18  | 21   | 23  | 22  | 27  | 11  | 23   | 26  | 23  |     |     | 107    |
| 28   | Takuma Satō         |     |     |     |     |     | 92L* |     |      |     |     |     |     |      |     |     |     |     | 36     |
| 29   | Hélio Castroneves   |     |     |     |     |     | 10   |     |      |     |     |     |     |      |     |     |     |     | 20     |
| 30   | Ed Carpenter        |     |     |     |     |     | 15L  |     |      |     |     |     |     |      |     |     |     |     | 16     |
| 31   | Jack Harvey         |     |     |     |     |     | 19L  |     |      |     |     |     |     |      |     |     |     |     | 12     |
| 32   | Ryan Hunter-Reay    |     |     |     |     |     | 21L  |     |      |     |     |     |     |      |     |     |     |     | 10     |
| 33   | Kyle Larson R       |     |     |     |     |     | 24   |     |      |     |     |     |     |      |     |     |     |     | 6      |
| 34   | Marco Andretti      |     |     |     |     |     | 29   |     |      |     |     |     |     |      |     |     |     |     | 5      |
| Pos. | Piloto              | STP | THE | LBH | ALA | IGP | INDY | DET | GAT  | ROA | MDO | IOW | IOW | TOR  | LAG | POR | MIL | NSH | Puntos |

| Color   | Resultado                    |
| ------- | ---------------------------- |
| Oro     | Ganador                      |
| Plata   | 2.º lugar                    |
| Bronce  | 3.er lugar                   |
| Verde   | 4.º y 5.º lugar (top 5)      |
| Celeste | 6.º a 10.º lugar (top 10)    |
| Azul    | Finalizó (afuera del top 10) |
| Violeta | No terminó                   |
| Rojo    | DNQ - No se clasificó        |
| Marrón  | Wth - Retirado               |
| Negro   | DSQ - Descalificado          |
| Blanco  | DNS - No empezó              |
| Blanco  | C - Carrera cancelada        |

| Estado  | Resultado                                |
| ------- | ---------------------------------------- |
| Negrita | Pole position                            |
| Cursiva | Vuelta rápida                            |
| L       | Lideró al menos una vuelta de la carrera |
| *       | Quien lideró más vueltas en la carrera   |
| RY      | Novato del Año                           |
| R       | Novato                                   |